# Zig (album)
Zig è il quinto album in studio della cantante statunitense Poppy, pubblicato il 27 ottobre 2023. Prodotto da Ali Payami, marca il ritorno della cantante al mondo del pop e all'etichetta Sumerian Records.
Per promuovere l'album, Poppy annunciò sui suoi profili social il 5 aprile 2023 che avrebbe partecipato al Godless/Goddess Tour in collaborazione con i Pvris. Inoltre, il 20 settembre 2023 indusse due tour aggiuntivi: fu parte del Concrete Forever Tour dei Bad Omens a gennaio 2024, e girò per il Regno Unito a febbraio 2024 nel Zig Tour.

## Descrizione
Zig fu registrato e completato nel 2022 mentre Poppy stava lavorando sotto Republic Records e Lava Records. La data di pubblicazione dell'album fu rimandata a causa del cambio di etichetta. Ciononostante, la cantante confermò in un'intervista con Revolver l'esistenza dell'album già nell'inverno del 2022. Il 15 giugno 2023 Poppy annunciò sul suo profilo Instagram che il mastering di Zig era completo, e il 19 luglio rivelò l'album e la sua tracklist ufficialmente.
In un'intervista con Sumerian Records pubblicata il 19 luglio 2023, la cantante rivela che l'album trae molta ispirazione dalla musica industriale di inizio anni 90, in particolare da i Blondie, David Bowie, Gary Numan, i Talking Heads e i Tom Tom Club. Poppy ha descritto il processo di registrazione come:
«C'è una certa libertà e aggressione nel cantare in cui mi immedesimo - c'è un'attualità per cui devi essere presente - mi ha insegnato molto su me stessa e sull'esibirmi; non puoi essere altrove mentalmente. Nel fare ZIG - abbiamo scritto oltre 40 canzoni, e ho selezionato quelle a cui tornavo sempre. Ali è così ispirante e veloce, e Simon e io trasformiamo le nostre chiamate telefoniche in brani. Finivamo una canzone, l'ascoltavamo e dicevamo "facciamone un'altra". Poi scindendo l'album in 11 tracce, ha lavorato in quattro giornali diversi (organizzati in base all'idea), iniziando spesso con un riff o degli accordi - suona sia la chitarra che il basso. Entro con uno scheletro, e lo rimettiamo insieme. Ho sentito il bisogno di capire il mio stesso codice, per capire me stessa.»
In un'intervista con Kerrang! a settembre 2023, la cantante ha spiegato che l'album si chiama "Zig" come la direzione angolare di un zigzag.
Con Atwood Magazine, Poppy afferma ambiguamente che considera Zig essere "parte 1", anche se non è ben chiaro a cosa possa riferirsi. In un'intervista con il Zach Sang Show, tornò sull'affermazione, e implicò che Zig potesse essere metà di Zag.

## Singoli
Sono stati pubblicati 4 singoli da Zig:
- Church Outfit, pubblicato il 4 aprile 2023. Fa da singolo lead all'album; parla di come Poppy aspiri al vestirsi impeccabilmente, e di come non le importa se il suo abbigliamento o la sua personalità offendano, poiché sono manifestazioni delle sue idee personali e delle sue proteste.
- Knockoff, pubblicato il 19 luglio 2023. Descritto come "cugino di Church Outfit", parla del desiderio di Poppy di essere in una relazione romantica autentica, rendendo nota la sua insoddisfazione con le sue relazioni passate. Notevole poiché co-scritto con Ian Kirkpatrick.
- Motorbike, pubblicato il 12 settembre 2023. È una canzone sul potere e sul controllo, ma anche sull'essere sessuale, aver divertimento e l'essere d'accordo con la propria femminilità. Trae ispirazione dal film del 1969 Nuda sotto la pelle.
- Hard, pubblicato il 20 ottobre 2023. Rivelato al ShowBox SoDo dal vivo, è stata l'ultima canzone dell'album ad essere scritta.

## Composizione
L'album è stato definito come dark pop, industrial-pop, elettropop, pop alternativo, nu metal, industrial metal e "dark" electronica. Linger è stato descritto da Alternative Press come "una ballata gotica", comparandolo al singolo Everytime di Britney Spears. Sputnikmusic ha descritto il decimo brano Motorbike come "puro bubblegum pop", mentre Sumerian Records ritrae Prove It come un passaggio dallo "sfrenato e vulnerabile" a "urla distorte e a doppia velocità".

## Accoglienza
| Recensione     | Giudizio |
| -------------- | -------- |
| AllMusic       | [ 15 ]   |
| Dork           | [ 16 ]   |
| Hysteria Mag   | 9/10     |
| Kerrang!       | 4/5      |
| The Forty-Five | [ 19 ]   |
| Louder Sound   | [ 3 ]    |
| Metal Hammer   | [ 20 ]   |
| Slant          | [ 21 ]   |

Zig ha ricevuto recensioni generalmente positive. Su Metacritic, l'album ha ricevuto un voto di 68 su 100 basandosi su 5 recensioni. I critici sono stati positivi nei confronti dell'attenzione per la musica elettronica e il ritorno di Poppy al pop, mentre hanno mosso critiche alla prevedibilità dell'album e alla mancanza dei suoni heavy metal presenti negli album della cantante precedenti.
In una recensione positiva, Neil Z. Yeung di AllMusic ha chiamato Zig il «lavoro più maturo di Poppy fin'ora», affermando «posa le budella sul tavolo, aprendosi come mai prima d'ora e mostrando i suoi movimenti più umani.» Ali Shutler di Dork scrive «C'è rabbia, potere, pace e gioia vertiginosa mentre Poppy cambia le sorti ancora una volta.» Tiana Speter di Hysteria Mag ha mostrato simpatia per l'album, affermando «Per i fan della ferocità di I Disagree oppure della pastiche alt-rock Flux, Zig è certamente una nuova era per l'artista camaleontica... gli elementi elettro-dance fusi alla spina di Zig mostrano che Poppy può scrivere una canzone pop o abbagliare con vulnerabilità come nessun altro - e che può comunque urlare come una banshee prismatica se l'occasione è giusta.» Luke Morton di Kerrang! ha acclamato il suono dell'album, dichiarando «Tale produzione raffinata scorre nelle vene di Zig... mentre la star fondi generi incorpora elementi industriali, metal e jungle nelle giunture più heavy metal dell'album.»
Considerando che Zig è, per la maggior parte, un allontanamento dal rock e metal dei suoi lavori recenti, Lisa Wright di The Forty-Five ha sentito che l'album è «un po' noioso» in relazione a come Poppy «ha lasciato tutti a bocca aperta con la sua reinvenzione metal». Vicky Greer di Louder Sound ha espresso una simile opinione, scrivendo «Zig inaugura la fase 'dark-pop' di Poppy, ma le estremità emozionanti dei suoi capolavori sono assenti.» Danni Leivers di Metal Hammer è stato positivo nei confronti dell'album, affermando «C'è molta carne al fuoco, ma Zig non è mai casuale o disordinato. Poppy... vede gli album come "timestamps" della sua vita e per questa ragione, il suo piegamento di generi è meno il tentativo di inseguire le tendenze... è più un avido consumismo dell'arte, esplorando le sue influenze e facendo musica secondo le sue regole.» Steve Erickson di Slant Magazine è stato meno positivo, e ha scritto di Zig che «Poppy è diventata ciò che fin'ora ha evaso con successo: la prevedibilità.» Sputnikmusic ha raggiunto una conclusione simile a quella di The Forty-Five e Louder Sound, dichiarando «Poppy sembra essere trattenuta qui - come se qualcosa la stia trattenendo dall'abbracciare i suoi capricci tipici e non convenzionali.» Kayla Hamilton di Wall of Sound è stata più positiva, affermando «Poppy sta crescendo musicalmente, ma sta crescendo anche personalmente. Zig ne è prova.»

### Liste di fine anno
| Pubblicazione     | Categoria                  | Anno | Posizione | Nota   |
| ----------------- | -------------------------- | ---- | --------- | ------ |
| Revolver Magazine | Best albums of 2023        | 2023 | -         | [ 30 ] |
| Kerrang           | Top 50 best albums of 2023 | 2023 | 39        | [ 31 ] |
| British GQ        | Best albums of 2023        | 2023 | -         | [ 32 ] |
| Rock Sound        | Top 50 albums of 2023      | 2023 | 22        | [ 33 ] |
| Dork              | Top 50 albums of 2023      | 2023 | 29        | [ 34 ] |

## Tracce
Testi e musiche di Simon Wilcox, Ali Payami e Poppy, eccetto dove indicato.
1. Church Outfit – 1:54
2. Knockoff – 3:04 (Aly Payami, Ian Kirkpatrick, Sean Douglas, Poppy, Simon Wilcox)
3. Hard – 2:26
4. What It Becomes – 3:38
5. Flicker – 2:22
6. 1s + 0s – 3:16
7. Zig – 2:28
8. Linger – 3:16 (Poppy, Ali Payami, Jocke Berg, Lara Andersson)
9. The Attic – 3:24
10. Motorbike – 2:26
11. Prove It – 2:15

Durata totale: 30:29

## Cronologia di pubblicazione
| Region  | Date             | Format                            | Label    | Ref.                 |
| ------- | ---------------- | --------------------------------- | -------- | -------------------- |
| Various | October 27, 2023 | CD Download digitale LP streaming | Sumerian | [ 35 ] [ 36 ] [ 37 ] |